# Vanja Dermendzjieva
Vanja Dermendzjieva, född 3 december 1958 i Chaskovo i Bulgarien, är en bulgarisk före detta basketspelare som var med och tog OS-silver 1980 i Moskva. Detta var andra gången damerna deltog vid de olympiska baskettävlingarna, tillika andra gången Bulgarien tog medalj.